# Erica Buratto
Erica Buratto (Remanzacco, 31 dicembre 1984) è un'ex nuotatrice italiana.

## Carriera
Stileliberista e mistista, dopo aver conquistato alcuni podi nei campionati assoluti prese parte a rassegne continentali ed iridate con la nazionale italiana.
In campo internazionale, ottenne diverse medaglie in staffetta.
Nel 2009 prese parte all'Universiade di Belgrado, ottenendo due medaglie in due delle staffette in programma: un bronzo nella 4x200 m stile libero ed un argento nella 4x100 m mista. Alcuni giorni prima, ai Giochi del Mediterraneo, era stata medaglia d'oro nella staffetta 4x100 stile e nella staffetta 4x200 stile.
Nello stesso anno, convocata per i mondiali di Roma, non riuscì ad accedere alla finale né nei 200 stile individuali né nei 200 misti individuali né nella staffetta 4x100 stile.
Nel 2011, in occasione degli Europei in vasca corta, ottenne la medaglia di bronzo nella staffetta 4x50 stile, insieme alle compagne Erika Ferraioli, Federica Pellegrini e Laura Letrari.
L'anno seguente, agli Europei di Debrecen, conquistò due podi sempre in staffetta: bronzo nella 4x100 stile e oro nella 4x200 stile (quest'ultima nuotando solo in batteria).
Qualificatasi per le Olimpiadi di Londra 2012 per la staffetta 4x100, non prese parte alla gara perdendo lo spareggio interno per la quarta staffettista a favore della compagna di squadra Letrari.
Erica Buratto chiuse la propria carriera agonistica al termine dell'anno.

## Palmarès
| Campionati mondiali     | 200 m st. libero                  | 200 m misti                      | 4 × 100 m st. libero            | ---                            | ---                             |
| 2009 Roma Italia        | 23ª in batteria 2'00"08           | 20ª in batteria 2'13"70          | 13ª - 7'46"57 frazione: 55"19   | ---                            | ---                             |
| Campionati europei      | 50 m st. libero                   | 100 m st. libero                 | 4 × 100 m st. libero            | 4 × 200 m st. libero           | ---                             |
| 2012 Debrecen Ungheria  | 29ª in batteria 25"98             | 24ª in batteria 56"15            | Bronzo: 3'39"84 frazione: 55"50 | Oro: 7'52"90 nuota in batteria | ---                             |
| Europei in vasca corta  | 50 m st. libero                   | 100 m st. libero                 | 200 m st. libero                | 100 m misti                    | 4 × 50 m st. libero             |
| 2011 Stettino Polonia   | 13ª in semifinale 25"08           | 16ª in semifinale 54"43          | 17ª in batteria 1'58"74         | 8ª - 1'00"86                   | Bronzo: 1'38"12 frazione: 24"38 |
| Giochi del Mediterraneo | 100 m st. libero                  | 4 × 100 m st. libero             | 4 × 200 m st. libero            | ---                            | ---                             |
| 2009 Pescara Italia     | 5ª 56"04                          | Oro: 3'40"63 frazione: 56"41     | Oro: 7'56"69 frazione: 1'59"36  | ---                            | ---                             |
| Universiadi             | 4 × 200 m st. libero              | 4 × 100 m mista                  | ---                             | ---                            | ---                             |
| 2009 Belgrado Serbia    | Bronzo: 8'06"14 frazione: 1'59"43 | Argento: 4'02"75 frazione: 55"13 | ---                             | ---                            | ---                             |

### Campionati italiani
- 4 titoli individuali, così ripartiti:
- 1 nei 50 m stile libero
- 2 nei 100 m stile libero
- 1 nei 200 m stile libro

| Anno | Edizione    | st.libero 50 m | st.libero 100 m | st.libero 200 m | st.libero 400 m | misti 200 m | misti 400 m | st.libero 4×200 m |
| ---- | ----------- | -------------- | --------------- | --------------- | --------------- | ----------- | ----------- | ----------------- |
| 2006 | Estivi      | -              | -               | -               | -               | 2           | -           | -                 |
| 2007 | Primaverili | -              | -               | -               | -               | 3           | 3           | 3                 |
| 2007 | Estivi      | -              | -               | -               | -               | 3           | 3           | -                 |
| 2008 | Primaverili | -              | -               | -               | -               | 3           | -           | -                 |
| 2008 | Invernali   | -              | -               | -               | -               | 3           | -           | -                 |
| 2009 | Estivi      | -              | 1               | -               | -               | 3           | -           | 2                 |
| 2009 | Invernali   | -              | 3               | 1               | 3               | 2           | -           | -                 |
| 2010 | Estivi      | 2              | 2               | -               | -               | 2           | -           | -                 |
| 2010 | Invernali   | 2              | -               | -               | -               | 3           | -           | -                 |
| 2011 | Estivi      | 1              | 2               | 2               | 3               | -           | -           | -                 |
| 2011 | Invernali   | 2              | 1               | -               | -               | -           | -           | -                 |
| 2012 | Primaverili | 2              | -               | -               | -               | -           | -           | 3                 |